# Лори С.
Лори С. (Лори Кровер) — вокалистка и основатель группы Acid King, играющей музыку в жанре стоунер-рок и дум-метал. Она основала группу в 1993 году Сан-Франциско (Калифорния, США) вместе с барабанщиком Джои Осборном (Joey Osbourne) и басистом Петером Лукасом (Peter Lucas). До этого участвовала в The Bhang Revival и Gross National Product. С тех пор Лори была автором стихов, вокалистом и электрогитаристом на всех записях Acid King. Она известна своим «гипнотическим» вокалом и сильно дисторшированным заниженным звуком гитары.
Лори родом из Чикаго. Она ранее была замужем за барабанщиком Melvins Дэйлом Кровером.

## Дискография
- 1994 — Acid King
- 1995 — Zoroaster
- 1997 — Down with the Crown
- 1999 — Busse Woods
- 2001 — Free...
- 2002 —Женский вокал в песне «Heavy friends» группы Boris на альбоме Heavy Rocks
- 2005 — Acid King III
- 2006 — The Early Years